# 시마나미 해도 사이클링 로드
시마나미 해도 사이클링 로드(일본어: しまなみ海道サイクリングロード 시마나미카이도사이쿠린구로도[*], 영어: SHIMANAMI KAIDO cycling road)는 일본 히로시마현 오노미치시와 에히메현 이마바리시를 잇는 장거리 자전거 길로서, 니시세토 자동차도와 평행하게 달린다. 내셔널 사이클링 루트로 지정되어 있다.
히로시마현도 466호선 무카이시마 인노시마 세토다 자전거도선과 에히메현도 325호선 이마바리 오미시마 자전거도선을 합친 거대한 자전거 도로로서, 약칭인 시마나미 해도(일본어: しまなみ海道 시마나미 가이도[*])로 많이 부르고 있다. 과거에는 세토 내해 횡단 자전거도(일본어: 瀬戸内海横断自転車道)라고 부르기도 하였다.
일본 최초로 해협을 횡단하는 자전거 도로이자 《론리 플래닛》과 《미쉐린 가이드》에 모두 게재된 도로이다. 흔히 사이클리스트의 성지로 칭하며, 2014년 CNN이 뽑은 세계 7대 사이클링 루트에 선정되기도 하였다.
두 현에 걸친 광역적인 산·관·민의 제휴를 통한 사업으로, 자전거 여행 진흥을 통해 지방과의 상생을 이루어낸 성공적인 사례로 평가받고 있다.

## 역사

### 배경
제2차 세계 대전이 끝난 이후 해양 사고가 빈번하게 발생하자 이를 계기로 혼슈와 시코쿠를 잇는 다리를 건설하자는 운동이 활발해졌으며, 특히 루트 선정과 관련하여 건설 협의회가 결성되는 등 인근 지역에서 적극적으로 참여하였다.
연락교 건설이 결정되기 이전인 1968년 혼슈(오노미치시)와 무카이시마를 잇는 오노미치 대교가 개통되었다. 다만 당시의 설계 기준에 따랐기 때문에 폭이 2차선 7.5 m, 도보 폭 1.2 m로 굉장히 좁은 편으로, 안전 상의 이유로 자전거를 이용한 통행은 권장하지 않고 있다.

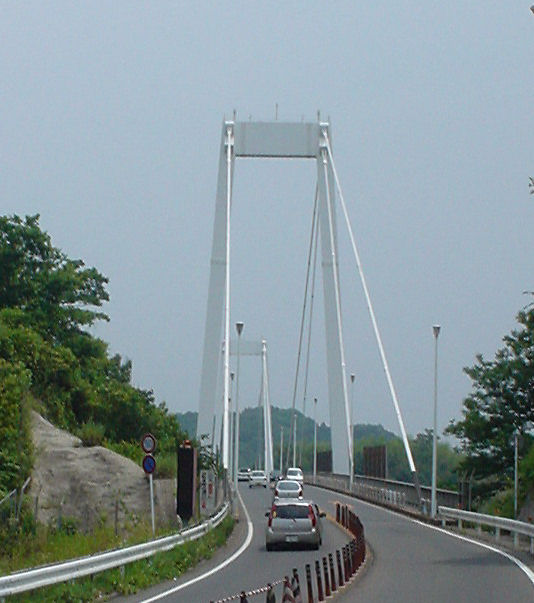
오노미치 대교.

1969년에는 혼슈 시코쿠 연락교의 루트가 동쪽의 고베 나루토 루트(고베 아와지 나루토 자동차도), 중앙의 고지마 사카데 루트(세토주오 자동차도), 서쪽의 오노미치 이마바리 루트(니시세토 자동차도)로 결정되었으며 1973년에는 공사 계획 인가를 받았다. 다른 두 곳은 철도교 범용으로 건설될 예정이었으나 오노미치 이마바리 루트는 도로 단독으로 설계되어 공사비가 제일 낮았으며, 혼슈-무카이시마-인노시마(구 인노시마시)-이쿠치지마(구 세토다정)-오미시마(구 오미시마정·가미우라정)-하카타지마(구 하카타정)-오시마(구 요시우미정·미야쿠보정)-시코쿠(이마바리시)를 이으며 많은 섬을 통과하였기 때문에 지역 사회에서 생활용 도로로서의 기대도 많이 받았기 때문에 세 루트 중 유일하게 자동차 도로 이외에 보행자 전용 도로도 같이 포함되었다. 다만 신오노미치 대교는 기존의 오노미치 대교와 평행하게 건설되었기 때문에 자동차 전용으로 지어졌다.
한편 1960년대 모터리제이션을 맞아 일본 전역에서 교통사고가 급증하자, 이에 대한 대책으로서 1973년부터 전국적인 자전거 길 정비 사업이 개시되었다. 이 시기 섬 내의 일반도로였던 히로시마현도 466호선 무카이시마 인노시마 세토다 자전거도선은 1980년, 에히메현도 325호선 이마바리 오미시마 자전거도선은 1989년 각각 자전거 노선 인증을 받았다.
오노미치 이마바리 루트 개통 직전 열렸던 주변 20개 시정촌에서 니시세토도주변지역진흥협의회(일본어: 西瀬戸道周辺地域振興協議会)가 결성되었고, 이 노선의 애칭을 세토우치 시마나미 해도(일본어: 瀬戸内しまなみ海道)로 결정하였다. 이후 협의회의 이름도 세토우치시마나미해도주변지역진흥협의회(일본어: 瀬戸内しまなみ海道周辺地域振興協議会)로 변경하여 현재까지 이어지고 있다.

### 개통 이후
1999년 모든 다리가 개통됨에 따라 히로시마현과 에히메현이 연결되었으며, 공식적으로는 시마나미 해도도 이 때 전부 개통되었다.
개통 당시 이마바리시에는 시립 사이클링 협회가 있어 적극적인 사이클링 진흥 사업이 이루어진 것에 반해, 오노미치시에는 사이클링 협회 자체가 존재하지 않았다. 당시 히로시마현 지역 언론에서는 자전거길이 정비되지 않은 구간도 많고 표지판 안내도 부족했다는 기록이 남아 있다. 지역 주민에게조차 자전거 도로의 존재 자체도 잘 알려지지 않았었다.

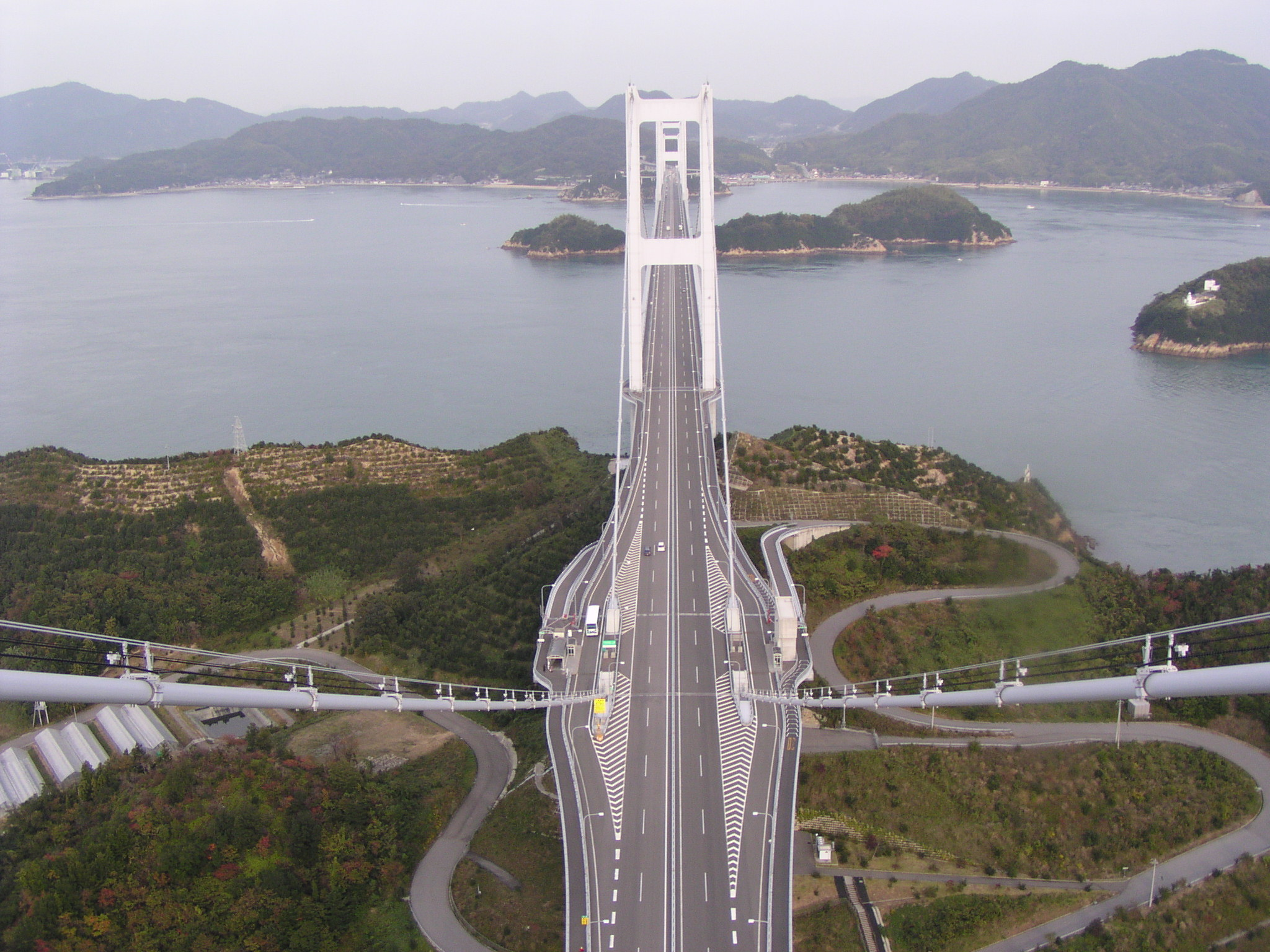
구루시마 해협 대교 우마시마 나들목. 안쪽이 자동차도이며 바깥쪽이 보행로이다.
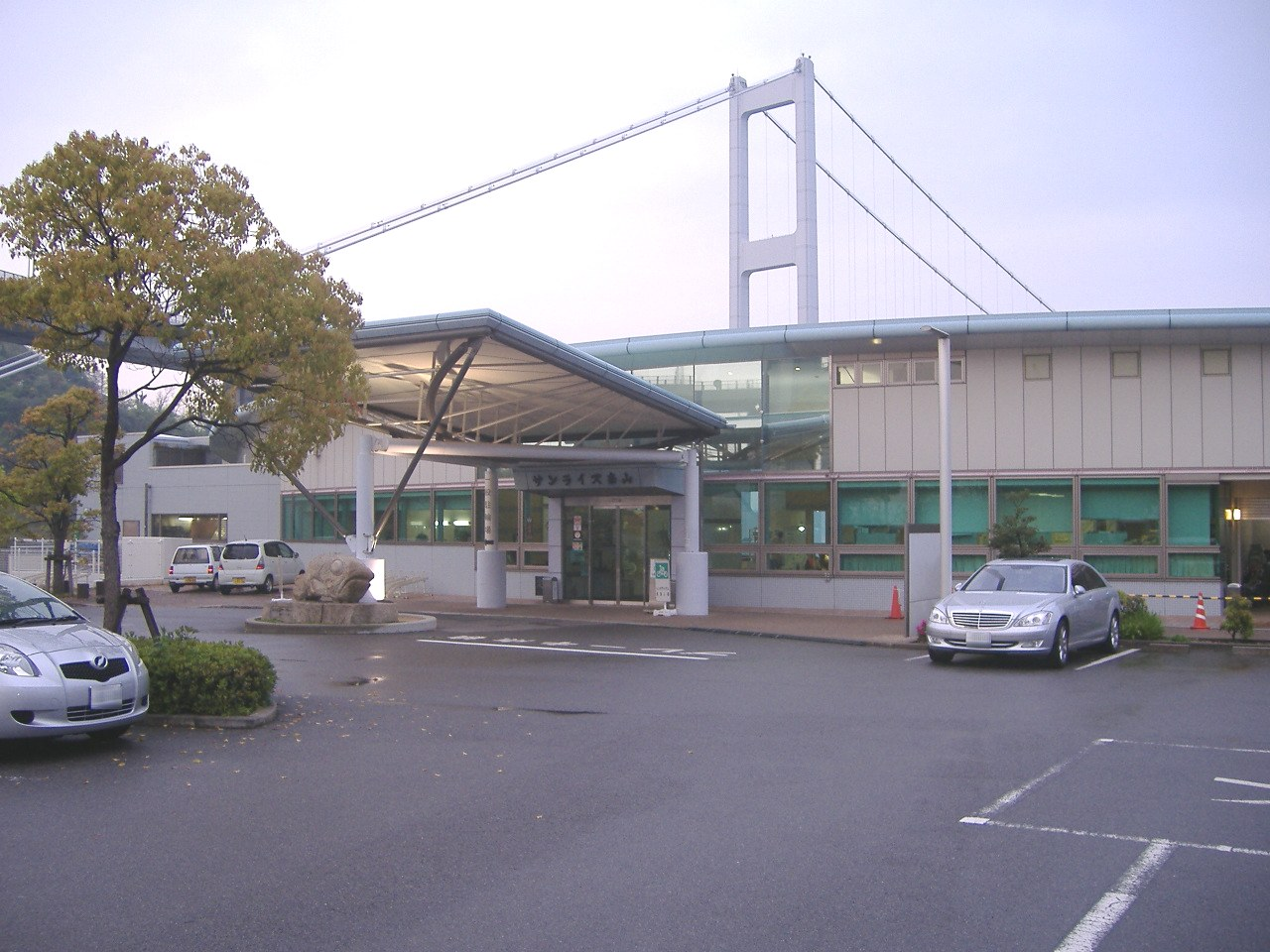
이마바리시 쪽의 기점인 선라이즈이토산.

시마나미 해도 개통 이후 이마바리시의 주도로 현을 초월한 자전거 대여 사업이 개시되었으며, 히로시마현 측에서는 1999년 개통 기념 이벤트가 끝난 후 각 시정촌에 사업을 인계하여 최종적으로 진흥협의회가 인계받아 운영하고 있었다. 사업 초기에는 양 현 모두 성황을 이루었으나, 히로시마현 측에서 탑승 이후 놓아두고 가는 체계로는 이용자 수를 예측하기 어렵다고 하는 등 각 시정촌별로 온도 차를 보였으며, 거점 건설이나 유지보수 작업도 충분하지 않게 이루어졌다. 인지도 자체도 특별히 상승하지 못해 사업은 고전을 면치 못하였으며, 2005년에는 역대 최저 실적을 보였다.
이러한 시기에도 사이클링 이벤트를 지속적으로 개최하며 시마나미 해도와 자전거를 연관지으려는 활동은 계속 이루어졌다. 또한 자전거에 관련한 활동 경험이 많았던 이마바리시와 관광 사업에 대한 노하우를 많이 보유하였던 오노미치시 사이의 교류 협력도 진행되었다. 2004년에는 에히메현이 국토교통성의 사이클 투어 추진 사업의 모델 지구로 선정되며, 2005년부터 2007년까지 주민 참여형 관광 코스 제작과 같은 사업을 진행하였다.

### 참고 자료
- “ナショナルサイクルルート指定に関する審査総括表 ③しまなみ海道（広島県・愛媛県）” (PDF). 国土交通省. 2019년 11월. 2020년 1월 2일에 확인함.
- “平成29年度サイクリング・ツーリズムを中心とした新たな観光関連産業創出に向けた調査事業報告書” (PDF). 中国経済産業局. 2019년 2월. 2019년 10월 19일에 확인함.
- 山本優子 (2016년 3월). “インバウンドの視点からみた自転車旅行の可能性” (PDF). 日本交通公社. 2019년 10월 19일에 확인함.
- 兒玉剣; 十代田朗; 津々見崇 (2015). “我が国における広域的サイクルツーリズム推進の実態に関する研究”. 《都市計画論文集》 (日本都市計画学会) 50: 1130-1136. doi:10.11361/journalcpij.50.1130.
- 矢島拓弥; 後藤春彦; 山崎義人; 遊佐敏彦 (2011). “自転車利用者の観光地における行動実態―「回り道行動」に着目して―”. 《日本建築学会計画系論文集》 (日本建築学会) 76: 2387-2394. doi:10.3130/aija.76.2387.
- “初めてでもしまなみ海道サイクリングを思う存分楽しむためのQ&A”. ゲストハウス シクロの家. 2019년 10월 19일에 확인함.